# Gijón Basket
El Gijón Basket es un equipo de baloncesto con sede en Gijón, Asturias (España). Actualmente compite en la Primera División Nacional, también denominada Primera FBPA.

## Estadio
El equipo juega sus partidos como local en el Palacio de Deportes de Gijón.

## Historia
El club fue fundado el 16 de junio de 1995 como club de baloncesto masculino con el nombre de Club Baloncesto Corpi, acrónimo de "Colegio Río Piles" y se transformó en club deportivo básico el 7 de julio de 1999. En el año 2015 se fusiona con el club de baloncesto femenino Club Deportivo Formabasket y cambia su denominación a Gijón Basket 2015 Corpi, pasando a tener baloncesto masculino y femenino. En 2018 el equipo femenino se integra en el CDB Fodeba y vuelve a tener solamente equipos masculinos. También en 2018 se produjeron conversaciones para llevar a cabo una fusión con el Círculo Gijón Baloncesto y Conocimiento que fue rechazada por el Círculo.
En su primera temporada, el primer equipo masculino del club compitió en la Primera División Nacional de Baloncesto, consiguiendo el ascenso ese mismo año a Liga EBA. En su tercera temporada y segunda en EBA, el equipo llegó a disputar el play-off por el ascenso a LEB Plata, aunque no lo consiguió. En 2024 descendió a Primera División Nacional.
En 2025 añadió un equipo femenino.

## Denominaciones
- Gijón Basket (2015-2018)
- Huniko Gijón Basket (2018-2019)
- Noxtrum Gijón Basket (2019-2020)
- Gijón Basket (2020-2021)
- Corinto Gijón Basket (2021-2023)
- Tartiere Auto Gijón Basket (2023-2024)
- Gijón Basket 2015 Copri (2024-)

## Temporadas
| Temporada | Nivel | División     | Pos. | Postemporada            | TR    | PO  |
| --------- | ----- | ------------ | ---- | ----------------------- | ----- | --- |
| 2015-16   | 5     | 1.ª División | 1.º  | Final A4 (1.º)/ Ascenso | 18-2  | 4-0 |
| 2016-17   | 4     | Liga EBA     | 12.º | [ 4 ]                   | 9-17  | –   |
| 2017-18   | 4     | Liga EBA     | 2.º  | Fase final Gr. A (5.º)  | 22-8  | 0-1 |
| 2018-19   | 4     | Liga EBA     | 4.º  | –                       | 17-9  | –   |
| 2019-20   | 4     | Liga EBA     | 5.º  | –                       | 11-9  | –   |
| 2020-21   | 4     | Liga EBA     | 5.º  | –                       | 12-8  | –   |
| 2021-22   | 4     | Liga EBA     | 8.º  | –                       | 14-16 | –   |
| 2022-23   | 4     | Liga EBA     | 7.º  | –                       | 14-12 | –   |
| 2023-24   | 4     | Liga EBA     | 12.º | Descenso                | 6-20  | –   |
| 2024-25   | 5     | 1.ª FBPA     | 3.º  | Final A4 (4.º)          | 20-6  | 0-2 |

## Cantera
El club cuenta con una cantera formada por más de 250 jugadores entre los equipos federados y las escuelas que gestiona el club a través del Patronato Deportivo Municipal de Gijón. Su equipo filial compite en Primera Autonómica y disputa sus partidos en el Pabellón de Deportes La Arena.